# Quantità di moto
In meccanica classica, la quantità di moto di un oggetto è una grandezza vettoriale definita come il prodotto della massa  dell'oggetto per la sua velocità.

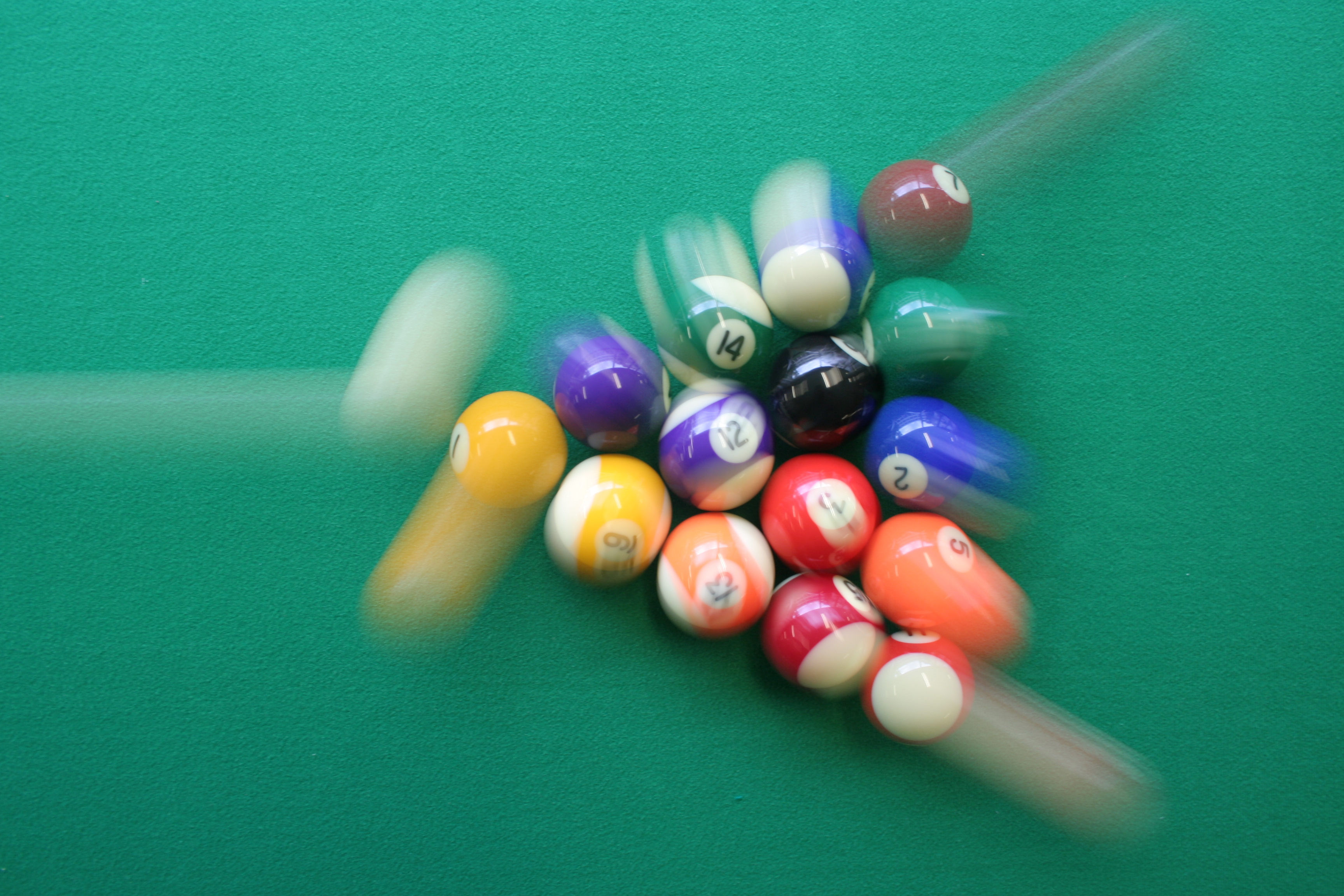
Nel biliardo la quantità di moto di una palla viene trasmessa alle altre tramite collisione.

Talvolta il vettore quantità di moto viene denominato momento lineare, per distinguerlo dal momento angolare. Tuttavia, a rigore questa quantità non rappresenta il momento di alcun vettore.
Generalmente viene indicato con la lettera p o con la lettera q.
Il secondo principio della dinamica stabilisce che la derivata temporale della quantità di moto di un corpo è eguale alla forza agente. La quantità di moto dipende dal sistema di riferimento, ma in un qualsiasi sistema di riferimento inerziale è una grandezza fisica conservativa, questo significa che
se ho un sistema chiuso non soggetto a forze esterne, la quantità di moto non cambia nel tempo. La quantità di moto
si conserva anche in relatività ristretta ma l'espressione matematica è diversa, come anche è diversa la formulazione in elettromagnetismo, meccanica quantistica, teoria quantistica dei campi e in relatività generale. 
La conservazione della quantità di moto dipende dalla omogeneità dello spazio ovvero dalla simmetria traslazionale.
Nella formulazione della meccanica lagrangiana è possibile scegliere un sistema di coordinate che unisce simmetrie e vincoli. In questa formulazione la grandezza conservata è la quantità di moto generalizzata che in generale è diversa dalla quantità di moto definita prima.
Il concetto di momento generalizzato viene importato in meccanica quantistica, in cui diviene un operatore che agisce sulla funzione d'onda. Gli operatori quantità di moto e posizione sono legati tra loro dal principio di indeterminazione di Heisenberg.
Nei mezzi continui come sono i campi elettromagnetici, la dinamica dei fluidi e i corpi deformabili
si definisce la densità di quantità di moto. La formulazione nel continuo della legge di conservazione della quantità di moto diviene una equazione differenziale e, ad esempio, per i fluidi si ha
l'equazione di Navier–Stokes.

## Definizione
Un punto materiale di massa {\displaystyle m} che si sposta con velocità {\displaystyle \mathbf {v} } ha una quantità di moto {\displaystyle \mathbf {p} } pari al prodotto della sua massa per la sua velocità:
{\displaystyle \mathbf {p} =m\mathbf {\mathbf {v} } }
Il vettore risultante ha, quindi, modulo pari al prodotto di massa per il modulo del vettore velocità e direzione e verso del vettore velocità.
L'unità di misura si ricava dall'analisi dimensionale: {\displaystyle [M][V]=[M]{\frac {[L]}{[T]}}} dunque si misura in {\displaystyle {\text{kg}}\cdot {\frac {\text{m}}{\text{s}}}}
e pertanto quantifica la forza necessaria per fermare l'oggetto in un'unità di tempo, risultando quindi utile quando vengono trattati urti e reazioni.
Nel caso di un sistema di n punti materiali, la quantità di moto del sistema è data dalla somma vettoriale delle singole quantità di moto dei vari punti:
{\displaystyle \mathbf {p} =\sum _{i=1}^{n}\mathbf {p} _{i}}
Nel caso di un corpo rigido di massa totale {\displaystyle m} che si sposta con velocità del centro di massa {\displaystyle \mathbf {v} _{CM}}, la quantità di moto è:
{\displaystyle \mathbf {p} =m\mathbf {v} _{CM}}
Un'utile relazione tra il modulo della quantità di moto {\displaystyle p} e l'energia cinetica {\displaystyle E_{k}={\frac {1}{2}}mv^{2}} di un punto materiale è data dalla seguente equazione:
{\displaystyle E_{k}={\frac {p^{2}}{2m}}\qquad |{p}|={\sqrt {2mE_{k}}}}
La dimostrazione è immediata, sostituendo nell'espressione di {\displaystyle E_{k}} quella di {\displaystyle p}.
L'importanza della quantità di moto è espressa dal secondo principio della dinamica, dal quale si evince che la forza applicata ad un punto materiale è pari alla derivata della quantità di moto del punto stesso rispetto al tempo.
Infatti, supponendo la massa costante:
{\displaystyle \mathbf {F} ={\frac {\mathrm {d} \mathbf {p} }{\mathrm {d} t}}=m{\frac {\mathrm {d} \mathbf {v} }{\mathrm {d} t}}=m\mathbf {a} }
La quantità di moto assume un importante ruolo sia in meccanica classica che in quella quantistica, poiché per la legge di conservazione della quantità di moto il suo valore per un sistema isolato resta costante. È utile in particolare per la descrizione di urti, sia classici che quantistici, e decadimenti.

## Impulso
Viene definito impulso la variazione della quantità di moto di un corpo che viene sottoposto ad un urto con un altro corpo. In altre parole, è l'effettiva quantità di moto trasmessa al corpo urtato al momento dell'urto. Le quantità di moto iniziale e finale, utili per calcolare l'impulso, consistono nel prodotto della massa del corpo per la velocità finale e per la velocità iniziale. Dunque, per calcolare l'impulso, in genere si usa misurare massa e velocità del corpo prima del contatto e trarre i dati iniziali e ripetere l'operazione dopo il contatto. Sfruttando la seconda legge della dinamica di Newton e la legge della cinematica di un moto rettilineo uniforme, si ha che:
{\displaystyle \mathbf {F} ={\mathrm {d} \mathbf {p}  \over {\mathrm {d} t}}}
Integrando rispetto al tempo entrambi i membri, si ottiene l'impulso:
{\displaystyle \Delta \mathbf {p} =\int _{t_{1}}^{t_{2}}\mathbf {F} \,\mathrm {d} t}

## Quantità di moto nella fisica moderna

### Quantità di moto in meccanica relativistica
Nella meccanica relativistica, la quantità di moto è definita come:
{\displaystyle \mathbf {p} =\gamma m_{0}\mathbf {v} }
dove {\displaystyle m_{0}} è la massa a riposo del corpo in movimento, {\displaystyle \mathbf {v} } è la velocità totale relativa tra l'oggetto e l'osservatore e:
{\displaystyle \gamma ={\frac {1}{\sqrt {1-\beta ^{2}}}}={\frac {1}{\sqrt {1-{\frac {v^{2}}{c^{2}}}}}}}
è il fattore di Lorentz, con {\displaystyle c} velocità della luce. Come si nota la quantità di moto relativistica tende alla quantità di moto classica: {\displaystyle m\mathbf {v} } a velocità basse ({\displaystyle \beta \to 0}).

#### Quadrimpulso
Il quadrimpulso è la quantità di moto relativistica quadrivettoriale proposto da Albert Einstein invariante in modulo sotto traslazione di Lorentz. Questi quadrivettori compaiono spontaneamente nella funzione di Green dalla teoria quantistica dei campi. Il quadrimpulso è definito come:
{\displaystyle V=\left({\frac {E}{c}},p_{x},p_{y},p_{z}\right)}
dove {\displaystyle p_{x}} è la componente x della quantità di moto relativisitica e {\displaystyle E} è l'energia totale del sistema:
{\displaystyle E=\gamma m_{0}c^{2}}.
Usando il prodotto scalare quadrivettoriale si ha che:
{\displaystyle V^{2}=p\cdot p={\frac {E^{2}}{c^{2}}}-p_{x}^{2}-p_{y}^{2}-p_{z}^{2}}
questa quantità è un invariante relativistico, cioè sotto trasformazioni di Lorentz.

### Quantità di moto di un oggetto senza massa
Particelle senza massa come il fotone trasportano una quantità di moto. La formula è:
{\displaystyle \mathbf {p} ={\frac {E}{c}}={\frac {h}{\lambda }}}
dove {\displaystyle E} è l'energia che trasporta il fotone, {\displaystyle c} è la velocità della luce, {\displaystyle h} è la costante di Planck e {\displaystyle \lambda } è la lunghezza d'onda del fotone.

### Quantità di moto in meccanica quantistica
In meccanica quantistica, la quantità di moto è definita come un operatore sulle funzioni d'onda. Il principio di indeterminazione di Heisenberg definisce un limite su quanto accuratamente la quantità di moto e la posizione di un singolo sistema osservabile possono essere osservate insieme. In meccanica quantistica, la posizione e la quantità di moto sono variabili coniugate.
Per una singola particella senza carica elettrica e senza spin, l'operatore quantità di moto può essere scritto nella base della posizione come
{\displaystyle \mathbf {p} ={\hbar  \over i}\nabla =-i\hbar \nabla }
dove {\displaystyle \nabla } è l'operatore nabla.